# Скумансдал
Скумансдал, африк. Schoemansdal, букв. «долина Схумана» — бывший городок в 16 км от современного г. Луис-Тричард, возникший во времена Великого трека, однако через 30 лет после основания заброшенный из-за невозможности обороняться от частых нападений племён венда. С 1849 по 1858 год был столицей небольшой бурской республики Зоутпансберг.
После того, как Трансвааль восстановил контроль над местностью, было решено не восстанавливать Скумансдал, а основать новый посёлок близ Махадо. Таким образом, Скумансдал — единственное из поселений буров, которое так и не превратилось в современный город.

## Луис Трехардт и Ханс ван Ренсбюрг
Поселение основали предводители фуртреккеров Луис Трехардт и Ханс Ренсбург (из рода Ренсбургов, к которому принадлежал генерал en:Willem Cornelis Janse van Rensburg), которые достигли горы Соутпансберг в 1836 г. После конфликта между двумя лидерами ван Ренсбург двинулся далее на восток, в сторону Мапуту, однако его группа по дороге была разгромлена. Трехардт и его люди оставались в этом месте больше года. После того, как они безуспешно пытались найти Ренсбурга в Зимбабве и в землях к востоку от их территории, они решили двинуться в сторону Мапуту, чтобы уйти подальше от британцев. Поход начался в сентябре 1837 г., и через 7 месяцев им удалось добраться до места назначения, но дорогой ценой; 27 из 53 мужчин умерли в пути, в том числе и сам Трехардт. Они потратили 2 с половиной месяца, чтобы пробраться через плато у Драконовых гор со своими 9 кибитками; задние колёса пришлось снять, чтобы кибитки смогли скатиться с гор.

## Хендрик Потгитер
Хендрик Потгитер возглавил следующее переселение. Он прибыл из Оригстада после того, как многие из его людей умерли от малярии. Он убедил людей, что гора Соутпансберг находится достаточно далеко от британцев, что поможет им обеспечить независимость от британской власти. Он выбрал место для столицы своей республики и дал ему название Зоутпансберг.

## Зоутпансберг
Первоначально дела складывались удачно: была создана община, построена церковь, был построен форт. В городе открыли свои магазины португальские торговцы из соседней колонии, процветала торговля слоновой костью. В 1852 г. Потгитер умер и после ряда колебаний название города было в 1855 г. окончательно изменено на Скумансдал. После этого город, в котором проживало 1800 жителей, стал местом, куда съезжались торговать охотники за слоновой костью и другие торговцы. Также здесь процветала контрабанда оружием; через город прошло около 30 тонн нелегального свинца на изготовление пуль.
Такая ситуация раздражала соседнее племя венда, которое 15 июля 1867 г. напало на город и подожгло его. После этого город больше не возрождался, кладбище на нём тоже уже не существует.